# Río Negro tartomány
Río Negro Argentína egyik tartománya Észak-Patagóniában. Székhelye Viedma.

## Földrajza
A 203 013 km² területű tartomány határos Buenos Aires tartománnyal, La Pampa, Neuquén és Chubut tartományokkal illetve nyugaton Chilével, keleten pedig az Atlanti-óceánnal.

## Története
Először Magellán járt Río Negro partjainál 1520-ban. A területen az első jezsuita missziót 1670-ben alapították, de csak a 18. század végén jelentek meg az első állandó települések. Az indián támadások veszélye a 19. század második felében szűnt meg. Ekkor indult meg a nagyobb arányú bevándorlás. Erre a vidékre főleg franciák és németek vándoroltak be. Egy szűkebb térségben, az Alto Valle nevet viselő tájon jelentős gyümölcstermesztés alakult ki. Vasutak épültek innen az Atlanti-óceán kikötőibe. A területből 1957. december 10-én szerveztek tartományt.

## Megyéi
| Térkép   | Megye               | Terület (km²) | Népesség   | Népesség   | Székhely                |
| Térkép   | Megye               | Terület (km²) | (fő, 2001) | (fő, 2010) | Székhely                |
| -------- | ------------------- | ------------- | ---------- | ---------- | ----------------------- |
|          | Adolfo Alsina       | 8 813         | 50 701     | 57 512     | Viedma                  |
|          | Avellaneda          | 20 379        | 32 308     | 35 508     | Choele Choel            |
|          | Bariloche           | 5 415         | 109 826    | 131 067    | San Carlos de Bariloche |
|          | Conesa              | 9 765         | 6 291      | 7 062      | General Conesa          |
|          | El Cuy              | 22 475        | 4 252      | 4 795      | El Cuy                  |
|          | General Roca        | 14 655        | 281 653    | 320 362    | General Roca            |
|          | Nueve de Julio      | 25 597        | 3 501      | 3 481      | Sierra Colorada         |
|          | Ñorquincó           | 8 413         | 2 079      | 1 835      | Ñorquincó               |
|          | Pichi Mahuida       | 15 378        | 14 026     | 14 722     | Río Colorado            |
|          | Pilcaniyeu          | 10 545        | 6 114      | 7 356      | Pilcaniyeu              |
|          | San Antonio         | 14 015        | 23 972     | 29 469     | San Antonio Oeste       |
|          | Valcheta            | 20 457        | 4 946      | 4 863      | Valcheta                |
|          | Veinticinco de Mayo | 27 106        | 13 153     | 15 342     | Maquinchao              |
| Összesen | Összesen            | 203 013       | 552 822    | 633 374    | Viedma                  |

## Népesség
2001-ben 552 822 fős lakossággal rendelkezett.